# Ermita de Puylampa
La ermita de Puylampa es una ermita que se encuentra situada en el término municipal de Sadaba, en la comarca de Cinco Villas y provincia de Zaragoza (España). Se encuentra fuera del casco urbano, a una distancia de unos 3 km.
Se trata de un edificio construido en el siglo XII en la orilla del río Riguel, actualmente de propiedad particular, y que es el único resto de un conjunto monástico vinculado con el Hospital de Santa Cristina de Somport y del cual fue un priorato.

## Toponimia
Su topónimo, Puylampa, procede del latín podium lampadii [pedestal o podio de la antorcha], alusivo a su presencia en un pueyo (colina o altura) y a que en ese lugar se encontraba una lámpara que permitía que los peregrinos que hacían el camino a Santiago de Compostela y que procedían de Biota tuvieran algún punto de referencia en la meseta de Biota. Hay que recordar que por allí pasaba una vía que desde Huesca iba hacia Pamplona a través de Ejea de los Caballeros, Biota y Sádaba.

## Historia
En 1132, por iniciativa del rey Alfonso I de Aragón, se repobló el pueblo de Puylampago, con gente procedente de la cercana villa de Uncastillo, poco después de la construcción del castillo de Sádaba. En 1151 el conde Ramón Berenguer IV cedió el pueblo al Hospital de Santa Cristina de Somport para que se  instalara otro «hospital» (no en el sentido moderno, sino en el sentido medieval, como un lugar de reposo y descanso de los viajeros). En torno a esa misma fecha el papa Eugenio III menciona Puylampa como un lugar perteneciente a Santa Cristina de Somport, pero no menciona la iglesia, por lo que es de suponer que la construcción es posterior.
En el interior de la iglesia hay varias inscripciones, de las que destaca «ERA MCCXXVIIII», es decir, año 1181, que posiblemente sea la fecha de consagración del templo. Un segundo grafito realizado en honor al sacerdote «Gil Gastón de Podi Lampa», que se refiere al año 1222, fecha en la que ya funciona el hospital de peregrinos en pleno rendimiento.
Los canónigos mantuvieron el monasterio hasta 1558 y en 1613 se encomendó a los dominicos.
La desamortización de Mendizábal llevó la propiedad al barón de Alcalá, que posteriormente la vendió a Salomé Cosculluela. La ermita ha llegado por herencia a los propietarios actuales. En la década de 1940 y 50 el lugar quedó despoblado, con el deterioro correspondiente del edificio. En los 60 se planeó una restauración, que no se realizaría hasta los años 70 por el arquitecto Francisco Pons Sorolla.
La vista es posible a través de visitas organizadas por el ayuntamiento de Sádaba.

## Descripción

### Planta
Es un edificio dotado de una planta simple, de forma rectangular, dividida en dos tramos, con dos entradas en la nave, siendo una de estas dos puertas (la meridional) desprovista de cualquier motivo decorativo u ornamental.

### Exterior
Su fachada principal tiene seis arquivoltas en arco de medio punto que reposan en capiteles ornamentados con motivos vegetales y animales.
Su tímpano enseña en su centro un crismón sostenido por tres pequeñas palmeras y a cada uno de sus cantos muestra un árbol con frutos, sobre los que se encuentran el sol y la luna. En un de sus baquetones se encuentra una inscripción que dice «BERNARDUS ME FECIT» El crismón del templo es prácticamente idéntico al que se encuentra en la iglesia del cercano despoblado de El Bayo.
Exteriormente su ábside se encuentra dividido en tres por grupos de columnas, de las cuales la columna central es de mayor grosor que las laterales, y que terminan en capiteles decorados con motivos vegetales; en el centro de cada una de estas tres partes hay una ventana con arcos de medio punto que reposan sobre pequeñas columnas.

### Interior
Los dos tramos que componen la nave principal se encuentran divididos mediante un arco fajón de medio punto que se soporta en columnas pareadas que poseen capiteles ornamentados con motivos geométricos. A su vez, cada uno de los tramos se encuentra cubierto por bóvedas de arista.
Un arco triunfal separa la nave del ábside, algo elevado del nivel de la nave y con una vuelta en cuarto de esfera.